# Stefan Stojkow
Stefan Stojkow (bg. Стефан Стойков) – bułgarski zapaśnik walczący w stylu wolnym. Srebrny medalista mistrzostw Europy w 1973 roku.